# Alessio Casimirri
Alessio Casimirri (Roma, 2 agosto 1951) è un ex terrorista italiano con cittadinanza nicaraguense, ex membro delle Brigate Rosse, latitante in Nicaragua dal 1982.

## Biografia
Nato da Maria Ermanzia Labella, cittadina vaticana e da Luciano Casimirri, militare durante la seconda guerra mondiale a Cefalonia e poi capo ufficio stampa de L'Osservatore Romano e responsabile della sala stampa vaticana sotto Pio XII, Giovanni XXIII e Paolo VI.
È stato sposato con Rita Algranati, appartenente anch'essa alle Brigate Rosse.

### Attività terroristica nelle Brigate Rosse
Dopo aver militato in Potere operaio e in altre organizzazioni dell'estrema sinistra romana, nel 1977 entra a far parte delle Brigate Rosse con il "nome di battaglia" di "Camillo". Prese parte all'agguato di via Fani con un ruolo di copertura insieme ad Alvaro Lojacono "Otello", bloccando posteriormente con una Fiat 128 bianca le due auto di Aldo Moro e della scorta, e controllando eventuale interferenze di estranei.  
Casimirri partecipò anche all'omicidio il 10 ottobre 1978 a Roma del giudice Girolamo Tartaglione; il gruppo brigatista era formato anche da Alvaro Lojacono, Massimo Cianfanelli e Adriana Faranda: fu Casimirri a sparare direttamente alla vittima. Il 21 dicembre 1978 inoltre fu presente, insieme a Rita Algranati, Prospero Gallinari e Adriana Faranda, nel nucleo di fuoco che attaccò la scorta di Giovanni Galloni e ferì due agenti di polizia; in questa occasione Casimirri era alla guida dell'auto impiegata dai brigatisti.

## Latitanza
Nel 1980 uscì dalle Brigate Rosse e, nel 1982, fuggì all'estero, con la moglie Rita Algranati, arrivando in Nicaragua dove partecipa alla lotta dei Sandinisti contro i contras. 
Nel gennaio del 1985 Alessio Casimirri, Rita Algranati e Alvaro Lojacono vengono individuati e condannati all'ergastolo quali ultimi latitanti coinvolti nella strage di via Fani, ove persero la vita i carabinieri della scorta Domenico Ricci, Oreste Leonardi, le guardie di pubblica sicurezza Raffaele Iozzino, Giulio Rivera e Francesco Zizzi e fu sequestrato il presidente Aldo Moro.
Successivamente si separa, senza mai divorziare ufficialmente, dalla Algranati, che continuerà la latitanza in Africa con il suo nuovo compagno Maurizio Falessi anch'egli brigatista, fino al loro arresto, avvenuto nel 2004, all'aeroporto de Il Cairo.

### Situazione attuale
Nel 1998 Casimirri si è sposato con la cittadina nicaraguense Raquel Garcia Jarquin, da cui ha avuto due figli.
Ha aperto, assieme ad alcuni italiani, il ristorante Magica Roma e, attualmente, possiede un ristorante proprio chiamato La cueva del Buzo (il covo del sub) a Managua.
L'acquisizione della cittadinanza nicaraguense, ottenuta grazie al matrimonio, nonché i buoni rapporti con uomini politici e militari del paese hanno impedito, unitamente alla mancanza di richieste da parte dell'Italia, l'estradizione come risulta dagli atti della Commissione Moro.
Nel 2019, l'ex agente del SISDE Carlo Parolisi dichiarò all'Adnkronos che nel 1993 si era recato sotto copertura a Managua (insieme al collega Mario Fabbri), nel tentativo di ottenere l'estradizione di Casimirri, finché uno scoop giornalistico de l'Unità mandò a monte il piano del governo.

## Riferimenti normativi
- Punto 15 della Risoluzione del Parlamento europeo dell'8 luglio 2021 sulla situazione in Nicaragua (2021/2777(RSP))